# Saint-Mézard
Saint-Mézard település Franciaországban, Gers megyében. Lakosainak száma 247 fő (2022. január 1.). Saint-Mézard Lamontjoie, Berrac, Castéra-Lectourois, Pergain-Taillac, Pouy-Roquelaure, Saint-Martin-de-Goyne és Sempesserre községekkel határos.

## Népesség
A település népessége az elmúlt években az alábbi módon változott:
| Lakosok száma | 314  | 236  | 238  | 199  | 215  | 220  | 225  | 234  | 239  | 247  |
|               | 1968 | 1982 | 1990 | 2006 | 2013 | 2015 | 2017 | 2019 | 2020 | 2022 |